# Anomospermum andersonii
Anomospermum andersonii är en tvåhjärtbladig växtart som beskrevs av B.A. Krukoff. Anomospermum andersonii ingår i släktet Anomospermum och familjen Menispermaceae. Inga underarter finns listade i Catalogue of Life.